# Sándor Rónai
Sándor Rónai (Miskolc, 6 de octubre de 1892 – Budapest, 28 de septiembre de 1965) fue un político comunista húngaro. En 1910, ingresó al Partido socialdemócrata de Hungría y ocupó diversos cargos en él. Debido a sus actividades políticas estuvo encarcelado de 1941 hasta 1944 en el campo de concentración de Nagykanisza. Tras su liberación, regresó a la política ingresando al Partido Socialista Obrero húngaro.
Ejerció como presidente del Consejo Presidencial húngaro entre 1950 y 1952, y como vocero de la Asamblea Nacional de Hungría de 1952 hasta 1963.